# 埃格泽尔芒站
埃格泽尔芒站（法語：Exelmans）是巴黎地鐵的一個車站。埃格泽尔芒站開業於1922年11月8日，是巴黎地鐵9號線的一個車站。車站名稱來自於埃格泽尔芒大道，该路得名于拿破崙時期的軍人雷米·约瑟夫·伊西多尔·埃格泽尔芒。

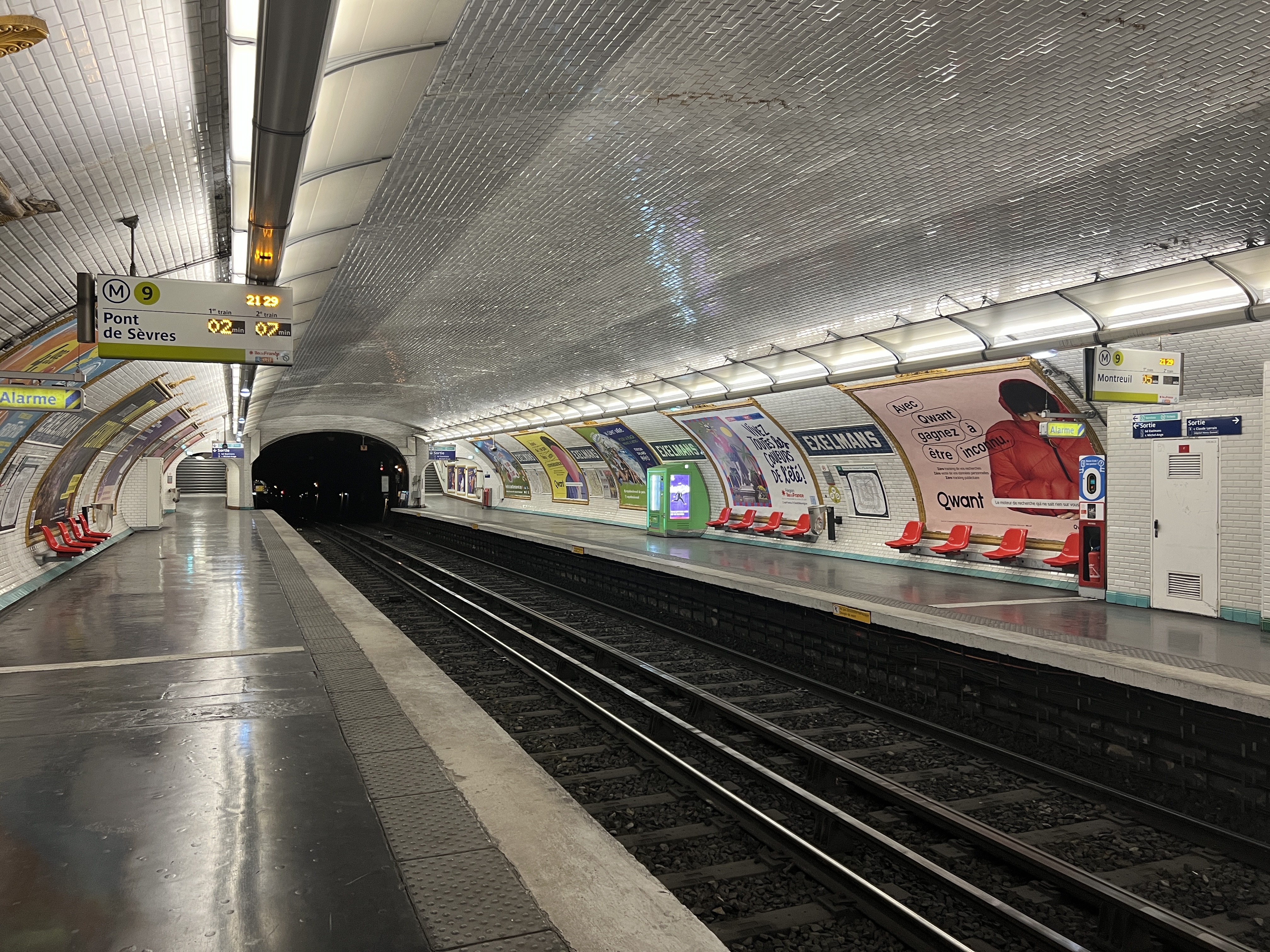
月台（2022年7月）

## 車站結構
| 街道層    |                    |                                        |
| B1        | 夾層               |                                        |
| 9號線月台 | 側式月台，右側開門 | 側式月台，右側開門                     |
| 9號線月台 | 西行               | 往塞夫爾橋（聖克盧門）                 |
| 9號線月台 | 東行               | 往蒙特勒伊市政厅（米歇爾-安熱-莫利托） |
| 9號線月台 | 側式月台，右側開門 |                                        |